# Milton (Illinois)
Milton es una villa ubicada en el condado de Pike en el estado estadounidense de Illinois. En el Censo de 2010 tenía una población de 271 habitantes y una densidad poblacional de 276,81 personas por km².

## Geografía
Milton se encuentra ubicada en las coordenadas 39°33′52″N 90°39′0″O / 39.56444, -90.65000. Según la Oficina del Censo de los Estados Unidos, Milton tiene una superficie total de 0.98 km², de la cual 0.98 km² corresponden a tierra firme y (0%) 0 km² es agua.

## Demografía
Según el censo de 2010, había 271 personas residiendo en Milton. La densidad de población era de 276,81 hab./km². De los 271 habitantes, Milton estaba compuesto por el 98.15% blancos, el 0% eran afroamericanos, el 0% eran amerindios, el 0% eran asiáticos, el 0% eran isleños del Pacífico, el 0.37% eran de otras razas y el 1.48% pertenecían a dos o más razas. Del total de la población el 1.48% eran hispanos o latinos de cualquier raza.